# Зіанчуринський район
Зіанчу́ринський район (рос. Зианчуринский район, башк. Ейәнсура районы) — адміністративна одиниця Республіки Башкортостан Російської Федерації.
Адміністративний центр — село Ісянгулово.

## Населення
Населення району становить 24980 осіб (2019, 27626 у 2010, 30091 у 2002).

## Адміністративно-територіальний поділ
На території району 15 сільських поселень, які називаються сільськими радами:
| Поселення                      | Площа, км² | Населення, осіб (2002) | Населення, осіб (2010) | Населення, осіб (2019) | Центр          | Населені пункти |
| ------------------------------ | ---------- | ---------------------- | ---------------------- | ---------------------- | -------------- | --------------- |
| Абзановська сільська рада      | 316,54     | 2556                   | 2211                   | 1794                   | Абзаново       | 7               |
| Абуляїсовська сільська рада    | 216,59     | 911                    | 682                    | 551                    | Малиновка      | 3               |
| Баїшевська сільська рада       | 328,47     | 1529                   | 1266                   | 1116                   | Баїшево        | 8               |
| Байдавлетовська сільська рада  | 213,03     | 1249                   | 1105                   | 957                    | Серегулово     | 5               |
| Бікбауська сільська рада       | 226,68     | 1059                   | 899                    | 827                    | Трушино        | 5               |
| Ісянгуловська сільська рада    | 100,08     | 8163                   | 8392                   | 8380                   | Ісянгулово     | 4               |
| Казанбулацька сільська рада    | 293,71     | 1717                   | 1586                   | 1376                   | Ідельбаково    | 2               |
| Муйнацька сільська рада        | 269,63     | 1871                   | 1609                   | 1351                   | Верхній Муйнак | 7               |
| Новопетровська сільська рада   | 183,10     | 1645                   | 1501                   | 1388                   | Новопетровське | 3               |
| Новочебенкинська сільська рада | 196,71     | 2000                   | 1791                   | 1618                   | Ішемгул        | 6               |
| Сакмарська сільська рада       | 137,48     | 1064                   | 829                    | 617                    | Арсеново       | 3               |
| Суренська сільська рада        | 332,73     | 1563                   | 1462                   | 1262                   | Кугарчі        | 6               |
| Тазларовська сільська рада     | 108,15     | 1462                   | 1404                   | 1263                   | Тазларово      | 7               |
| Утягуловська сільська рада     | 182,37     | 1545                   | 1324                   | 1149                   | Утягулово      | 4               |
| Янибаєвська сільська рада      | 237,08     | 1757                   | 1565                   | 1331                   | Янибаєво       | 8               |

## Найбільші населені пункти
| №  | Населений пункт    | Населення, осіб (2002) | Населення, осіб (2010) |
| -- | ------------------ | ---------------------- | ---------------------- |
| 1  | Ісянгулово         | 7 441                  | 7 418                  |
| 2  | Ідельбаково        | 1 367                  | 1 283                  |
| 3  | Тазларово          | 1 109                  | 1 119                  |
| 4  | Абзаново           | 973                    | 882                    |
| 5  | Башкирська Ургінка | 992                    | 866                    |
| 6  | Кугарчі            | 918                    | 856                    |
| 7  | Ішемгул            | 738                    | 671                    |
| 8  | Новопавловка       | 374                    | 649                    |
| 9  | Новопетровське     | 635                    | 615                    |
| 10 | Ідяш               | 665                    | 613                    |

## Персоналії
В районі народилися:
- Рутчин Олексій Іванович — Герой Радянського Союзу (село Ісянгулово).